# Radvaň nad Laborcom
Radvaň nad Laborcom es un municipio del distrito de Medzilaborce en la región de Prešov, Eslovaquia, con una población estimada a final del año 2024 de 517 habitantes.
Se encuentra ubicado al noreste de la región, cerca del río Laborec (cuenca hidrográfica del río Tisza) y de la frontera con Polonia.

## Demografía
| Año        | 1994 | 2004    | 2014    | 2024     |
| ---------- | ---- | ------- | ------- | -------- |
| Población  | 571  | 591     | 575     | 517      |
| Diferencia |      | +3,50 % | −2,70 % | −10,08 % |

| Año        | 2023 | 2024 |
| ---------- | ---- | ---- |
| Población  | 517  | 517  |
| Diferencia |      | +0 % |